# Hodod (gmina)
Hodod – gmina w Rumunii, w okręgu Satu Mare. Obejmuje miejscowości Giurtelecu Hododului, Hodod, Lelei i Nadișu Hododului. W 2011 roku liczyła 3056 mieszkańców.